# Лего Батман: Филмът
„Лего Батман: Филмът“ (на английски: The Lego Batman Movie) е супергеройска компютърна анимация от 2017 г., продуциран от Warner Animation Group и разпространяван от Warner Bros. Pictures. Режисиран е от Крис Маккей в неговия режисьорски дебют, по сценарий на Сет Греъм-Смит, Крис Маккена, Ерик Сомърс, Джаред Стърн и Джон Уитингтън, продуциран от Дан Лин, Рой Лий и Фил Лорд и Кристофър Милър. Базиран на героите от Вселената на Ди Си от Ди Си Комикс и играчките Lego Batman/Lego DC Super Heroes, филмът е международна копродукция на САЩ, Австралия и Дания, първата отделна част от филмовата поредица The Lego Movie и втората вноска като цяло. Историята се съсредоточава върху героя на Ди Си Комикс, Батман, докато той се опитва да преодолее най-големия си страх, за да спре последния план на Жокера. Във филма се появява Уил Арнет, който пресъздава ролята си на Батман от „LEGO: Филмът“, заедно със Зак Галифианакис, Майкъл Сера, Росарио Доусън и Ралф Файнс.
„Лего Батман: Филмът“ прави световната си премиера в Дъблин, Ирландия на 29 януари 2017 г. и излезе в САЩ на 10 февруари 2017 г. Филмът излезе в 3D, RealD 3D, Dolby Cinema, IMAX, IMAX 3D и 4DX. Филмът получи като цяло положителни отзиви от критиците за своята анимация, озвучаващата актьорска игра, саундтрака, визуалният стил и хумор, а също така беше и търговски успешен, като спечели 312 милиона долара по целия свят при бюджет от 80 милиона долара.
Продължението е обявено през 2018 г., но беше отменено, след като Universal Pictures придоби правата върху поредицата The Lego Movie.

## Актьорски състав
| Актьор               | Роля                                                                               |
| -------------------- | ---------------------------------------------------------------------------------- |
| Уил Арнет            | Брус Уейн/Батман                                                                   |
| Зак Галифианакис     | Жокера                                                                             |
| Майкъл Сера          | Дик Грейсън/Робин                                                                  |
| Росарио Доусън       | Барбара Гордън/Батгърл                                                             |
| Ралф Файнс           | Алфред Пениуърт                                                                    |
| Джени Слейт          | Харли Куин                                                                         |
| Хектор Елисондо      | Комисар Гордън                                                                     |
| Ели Кемпър           | Филис                                                                              |
| Марая Кери           | Кмет Маккаскил, кметът на Готъм.                                                   |
| Лорън Уайт           | Шеф О'Хара                                                                         |
| Тод Хансен           | Капитан Дейл                                                                       |
| Крис Маккей          | Пилот Дейл                                                                         |
| Марк Джонатан Дейвис | Себе си                                                                            |
| Чанинг Тейтъм        | Супермен                                                                           |
| Джона Хил            | Зеления фенер                                                                      |
| Адам Дивайн          | Светкавицата                                                                       |
| Били Дий Уилямс      | Харви Дент/Двуликия                                                                |
| Рики Линдхом         | Отровната Айви                                                                     |
| Конан О'Брайън       | Гатанката                                                                          |
| Джейсън Манцукас     | Плашилото                                                                          |
| Зоуи Кравиц          | Жената-котка                                                                       |
| Мат Вила             | Крок                                                                               |
| Кейт Микучи          | Глинено лице                                                                       |
| Джон Вензон          | Пингвина                                                                           |
| Дейвид Бъроус        | Мистър Фрийз                                                                       |
| Лора Кайтлингър      | Орка / Репортер                                                                    |
| Джемейн Клемент      | Саурон (от Властелинът на пръстените) Злата Вещица от Запад (от Магьосникът от Оз) |
| Еди Изард            | Лорд Волдемор (от Хари Потър)                                                      |
| Сет Грийн            | Кинг Конг                                                                          |